# 1942年のNFLドラフト
1942年のNFLドラフト（1942ねんのNFLどらふと）は、1941年12月22日に開催された第7回目のNFLドラフト。シカゴのパーマーハウスホテルで開催された。

## 主な指名選手
ドラフト全体1位では、バージニア大学のビル・ダドリーが指名された。
2巡と4巡は5チームのみに指名権が与えられた。
1941年のハイズマン賞受賞者で13巡に指名されたブルース・スミスは真珠湾攻撃があったこともあり、アメリカ海軍の戦闘機パイロットとなり、1945年までNFLでプレーすることはなかった。1巡10位で指名されたフランキー・アルバートもアメリカ海軍に従軍し、AAFCに所属するサンフランシスコ・フォーティナイナーズに1946年に加入、中心選手となった。
5巡でニューヨーク・ジャイアンツに指名されたアル・ブロージズはNFL1940年代オールディケイドチームに選ばれた。また彼の背番号32番はジャイアンツの永久欠番となっている。
15巡で指名されたジム・トリンブルはカナディアン・フットボール・リーグに在籍時グレイ・カップリングを獲得、後にニューヨーク・ジャイアンツのスカウトとして第21回スーパーボウルでスーパーボウルリングを獲得した数少ない人物である。
17巡で指名されたR・C・ピッツはバスケットボール男子アメリカ合衆国代表として1948年ロンドンオリンピックに出場し金メダルを獲得した。
18巡で指名されたラルフ・ミラーは、カレッジバスケットボールとカレッジフットボールで活躍した選手で後にバスケットボール殿堂入りを果たした。

## 指名選手一覧

### 1巡指名選手
| 指名順位 | チーム                       | 選手名                 | ポジション       | 出身大学           |
| 1        | ピッツバーグ・スティーラーズ | ビル・ダドリー         | ハーフバック     | バージニア大学     |
| 2        | クリーブランド・ラムズ       | ジャック・ウィルソン   | ハーフバック     | ベイラー大学       |
| 3        | フィラデルフィア・イーグルス | ピート・クメトヴィッチ | ハーフバック     | スタンフォード大学 |
| 4        | シカゴ・カージナルス         | スティーブ・ラック     | フルバック       | デューク大学       |
| 5        | デトロイト・ライオンズ       | ボブ・ウェストフォール | フルバック       | ミシガン大学       |
| 6        | ワシントン・レッドスキンズ   | スペック・サンダース   | ランニングバック | テキサス大学       |
| 7        | ブルックリン・ドジャース     | ボビー・ロバートソン   | ランニングバック | USC                |
| 8        | ニューヨーク・ジャイアンツ   | マール・ヘイプス       | フルバック       | ミシシッピ大学     |
| 9        | グリーンベイ・パッカーズ     | アーバン・オドソン     | タックル         | ミネソタ大学       |
| 10       | シカゴ・ベアーズ             | フランキー・アルバート | クォーターバック | スタンフォード大学 |

### 2巡以降の主な指名選手
| 指名順位 | チーム                       | 選手名                 | ポジション       | 出身大学           |
| 12       | クリーブランド・ラムズ       | ジャック・ジェイコブス | バック           | オクラホマ大学     |
| 19       | シカゴ・カージナルス         | バド・シュベンク       | バック           | ワシントン大学     |
| 26       | ピッツバーグ・スティーラーズ | マルコム・カトナー     | エンド           | テキサス大学       |
| 29       | シカゴ・カージナルス         | ヴィンス・バノニス     | センター         | デトロイト大学     |
| 38       | ニューヨーク・ジャイアンツ   | アル・ブロージズ       | タックル         | ジョージタウン大学 |
| 119      | グリーンベイ・パッカーズ     | ブルース・スミス       | ランニングバック | ミネソタ大学       |
| 135      | デトロイト・ライオンズ       | マック・スピーディー   | エンド           | ユタ大学           |
| 139      | グリーンベイ・パッカーズ     | ジム・トリンブル       | タックル         | インディアナ大学   |
| 157      | ブルックリン・ドジャース     | R・C・ピッツ           | エンド           | アーカンソー大学   |
| 167      | ブルックリン・ドジャース     | ラルフ・ミラー         | バック           | カンザス大学       |

### ドラフト外入団の主な選手
| チーム                   | 選手名                 | ポジション | 出身大学                                   |
| シカゴ・カージナルス     | チェト・バルジャー     | OT         | セントメアリーズ大学ミネソタ               |
| クリーブランド・ラムズ   | ボッシュ・プリチャード | RB         | ジョージア工科大学                         |
| グリーンベイ・パッカーズ | テッド・フリッチ       | RB         | ウィスコンシン大学スティーブンスポイント校 |

## 殿堂入り選手
この年のドラフトで指名された選手のうち、2名がプロフットボール殿堂入りを果たしている。
- ビル・ダドリー - 1966年殿堂入り
- マック・スピーディー - 2020年殿堂入り